# لوتار کوربیووایت
لوتار کوربیووایت (به آلمانی: Lothar Kurbjuweit) بازیکن فوتبال و مدافع اهل آلمان شرقی بود که از سال ۱۹۷۰ میلادی عضو تیم ملی فوتبال آلمان شرقی بوده‌است. وی در ۶۶ بازی ملی حضور داشته و در بازی‌های ملی‌اش ۴ گل به ثمر رساند. لوتار کوربیووایت آخرین بازی ملی خود را در سال ۱۹۸۱ میلادی انجام داد.